# Rubén Fernández Andújar
Rubén Fernández Andújar (Murcia, 1 de marzo de 1991) es un ciclista profesional español. Desde 2025 corre para el equipo Anicolor/Tien 21.

## Biografía

### Categorías inferiores
En 2012 el Chato completó su tercera temporada en equipos del norte de España. En la primera corrió en el Koplad-Uni2 de David Etxebarría y en el 2010 se enroló en el Caja Rural, donde dio el salto de calidad que le permitió dar el salto al profesionalismo. 
El murciano realizó en 2012 una exitosa temporada en el equipo amateur del Caja Rural. El ciclista logró la victoria en la primera prueba de la Copa de España de la categoría sub-23 disputada en Don Benito (Extremadura), así como los triunfos en Villatuerta (Navarra), Circuito del Guadiana, Trofeo Suministros Monjardín, Campeonato Regional Contrarreloj, Busturiako Udala Saria y Martin Deunaren Saria. Además disputó los Campeonatos de España de Ciclismo en Pista con la Selección de Murcia, donde fue segundo en las especialidades de Madison y de Persecución. Debido a esos resultados destacados fue seleccionado para disputar el Tour del Porvenir.

### Ciclismo profesional
Sus victorias logradas en 2012 le valieron para ganarse la confianza de sus directores firmando para la temporada 2013 con el equipo navarro del Caja Rural, de categoría Profesional Continental dando así el salto al profesionalismo, el corredor conocido en el pelotón como 'El Escayolas', firma un contrato por dos años con el equipo afincado en Navarra.

#### Tour del porvenir
En 2013, logra vencer en el Tour del Porvenir tras una exhibición en la etapa reina y ponerse de líder, cosa que aguantó hasta el final de la carrera. Con esta victoria, logra entrar en un elenco en el que ya figuraban grandes ciclistas como Greg LeMond, Miguel Induráin, Laurent Fignon o más recientemente, Nairo Quintana. A destacar que llegó tras solo disputar la Vuelta a Portugal como preparación debido a una rotura de clavícula.

#### La Vuelta 2016
Rubén hacía su debut en la Vuelta a España en 2016. En la tercera etapa fue segundo tras una gran ascensión al Mirador de Ézaro a pocos segundos del primero. Al sacarle tiempo a los demás favoritos, se puso líder de la Vuelta, siendo Valverde segundo a 7" de Rubén.
Las lesiones marcaron sus dos últimas campañas en el Movistar Team, con diversos problemas físicos que le impidieron rendir a un alto nivel. 
En 2020 cambiaría de aires y firmó por la Fundación Euskadi, llegando a estar convocado con la selección española.

#### Cofidis
El 24 de septiembre de 2020 se hizo oficial su fichaje por la escuadra francesa Cofidis por dos temporadas a partir de 2021.

## Palmarés

### Pista
2010 (como amateur)
- Campeonato de España Persecución por Equipos (haciendo equipo con Luis León Sánchez, Pablo Aitor Bernal y Eloy Teruel)

2011 (como amateur)
- 2.º en el Campeonato de España Persecución por Equipos (haciendo equipo con Pablo Aitor Bernal, Fernando Reche y Eloy Teruel)
- 3.º en el Campeonato de España Madison (haciendo pareja con Eloy Teruel)

2012 (como amateur) 
- 2.º en el Campeonato de España Persecución por Equipos (haciendo equipos con Pablo Aitor Bernal, Salvador Guardiola y Eloy Teruel)
- 2.º en el Campeonato de España Madison (haciendo pareja con Eloy Teruel)

### Ruta
2013
- Tour del Porvenir, más 1 etapa

## Resultados en Grandes Vueltas
Durante su carrera deportiva ha conseguido los siguientes puestos en las Grandes Vueltas:
| Carrera | Carrera         | 2013 | 2014 | 2015 | 2016 | 2017 | 2018 | 2019 | 2020 | 2021 | 2022 | 2023 | 2024 |
| ------- | --------------- | ---- | ---- | ---- | ---- | ---- | ---- | ---- | ---- | ---- | ---- | ---- | ---- |
|         | Giro de Italia  | —    | —    | 62.º | —    | —    | 85.º | —    | —    | —    | —    | ―    | 54.º |
|         | Tour de Francia | —    | —    | —    | —    | —    | —    | —    | —    | 84.º | —    | ―    | —    |
|         | Vuelta a España | —    | —    | —    | 33.º | Ab.  | —    | —    | —    | —    | 59.º | 54.º | Ab.  |

—: no participa
Ab.: abandono

## Equipos
- Caja Rural (2013-2014)
- Movistar Team (2015-2019)
- Euskaltel-Euskadi[5] (2020)
- Cofidis (2021-2024)
- Anicolor/Tien 21 (2025-)